# Warut Supphaso
Warut Supphaso (tiếng Thái: วรุตน์ สัพโส, sinh ngày 2 tháng 1 năm 1986), là một cầu thủ bóng đá người Thái Lan thi đấu ở vị trí tiền vệ cho Trat.